# Bjørn Spiro
Bjørn Spiro (* 20. März 1909 in Frederiksberg, Dänemark; † 1. Juni 1999 in Helsinge) war ein dänischer Schauspieler.

## Leben
Bjørn Spiro war der Sohn des Pianist und Gesangslehrer Herman Spiro (1866–1945) und der Opernsängerin Johanne Kragballe (1871–?). 
Bereits im Jahr 1914 hatte er in dem Stummfilm Das geheimnisvolle X einen Auftritt als Kinderdarsteller. Von 1929 bis 1932 absolvierte Spiro in Kopenhagen seine Schauspielausbildung. Während Dänemark unter deutscher Besatzung stand flüchtete Spiro aufgrund seiner jüdischen Abstammung nach Schweden, wo er als Feuerwehrmann tätig war. Nach seiner Rückkehr nach Dänemark heiratete er im Januar 1946 die aus Schweden stammende Kerstin Norrman (1926–?).
Spiro wirkte in mehreren Theaterstücken an verschiedenen Theatern mit. Als Schauspieler vor der Kamera wirkte er insgesamt von 1933 bis 1979 in fast 100 Film-und-Fernsehproduktionen mit. Nachdem er sich aus der Filmbranche zurückgezogen hatte, war Spiro der Kurator eines Theatermuseums. Er war Mitglied bei den Zeugen Jehovas.
Bjørn Spiro starb am 1. Juni 1999 im Alter von 90 Jahren. Seine Grabstätte befindet sich auf dem Annisse-Kirkegard in Helsinge.

## Filmografie (Auswahl)
- 1914: Das geheimnisvolle X (Det hemmelighedsfulde X)
- 1964: Blindgänger vom Dienst (Majorens oppasser)
- 1965: Die Flottenpflaume (Fladens fryske fyre)
- 1966: Zieh’ dich an, Komtesse (Pigen og greven)
- 1966: Slap af, Frede!
- 1968: Die Olsenbande (Olsen-banden)
- 1972: Die Olsenbande und ihr großer Coup (Olsen-bandens store kup)